# Goodyear Dunlop Sava Tires

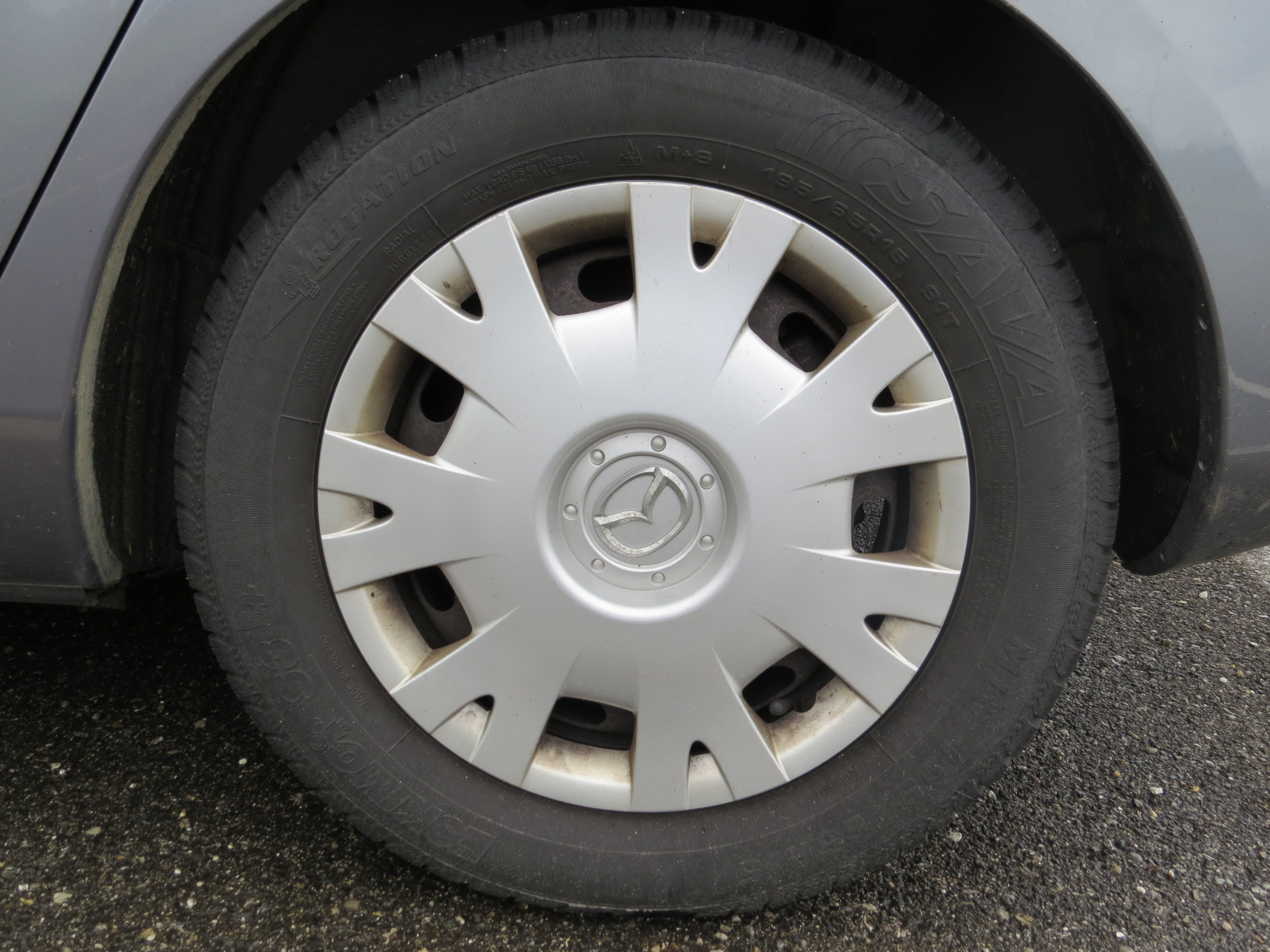
Opona Sava Eskimo S3+

Goodyear Dunlop Sava Tires – słoweński producent opon i innych produktów związanych z gumą z siedzibą w Kranju, w Słowenii. Spółka zależna Goodyear Tire and Rubber Company.

## Historia
W 1920 roku w Kranju w ówczesnym Królestwie Serbów, Chorwatów i Słoweńców czterech lokalnych przedsiębiorców Franc i Peter Sumi, Alojz Pirc oraz Jozko Veber otwiera fabrykę kauczuku produkująca wyroby z gumy pod marką Vulkan.
Spółkę w 1931 roku przejmuje austriacki producent gumy Semperit, wprowadzając do produkcji nowe wyroby w tym opony rowerowe.
W 1939 roku spółkę przejmuje niemiecki koncern Continental.
W 1946 roku spółka zostaje znacjonalizowana odkąd funkcjonuje pod nazwą Sava Rubber Products Company.
W 1967 roku zostaje podpisana umowa licencyjna na produkcję opon z firmą Semperit co owocuje utworzeniem spółki joint venture Sava-Semperit.
W 1974 roku spółka rozpoczyna produkcję opon radialnych.
W 1985 spółka z powrotem staje się własnością firmy Continental.
W 1997 roku zostaje podpisana umowa w celu ustanowienia wspólnego przedsiębiorstwa do produkcji opon między amerykańską firmą Goodyear Tire and Rubber Company oraz spółką Sava d. d. Goodyear przejmuje 60% akcji spółki Sava.
W 1999 roku rozpoczęto produkcję opon marek Goodyear, Fulda i Dębica obok krajowej Sava.
W 2004 roku Goodyear Dunlop Europe BV z siedzibą w Holandii, staje się 100% właścicielem spółki Sava Tires Joint Venture Holding.
1 lipca 2011 następuje zmiana nazwy spółki na Goodyear Dunlop Sava Tires.